# Oldorp
Oldorp est un village qui fait partie de la commune de Het Hogeland dans la province néerlandaise de Groningue.